# Brucepattersonius guarani
El hocicudo enano guaraní (Brucepattersonius guarani) es una especie de roedor del género Brucepattersonius de la familia Cricetidae. Habita en el nordeste del Cono Sur de Sudamérica.

## Taxonomía
Esta especie fue descrita originalmente en el año 2000 por los mastozoólogos estadounidenses Michael A. Mares y Janet K. Braun.
Localidad tipo
La localidad tipo referida es: ruta provincial 2, 6 km al nordeste de su cruce con el arroyo Paraíso, departamento Guaraní, provincia de Misiones, nordeste de la Argentina. La altitud del lugar de captura es de 360 m s. n. m. Se localiza justo en el borde de un área protegida, la reserva de la biosfera Yabotí, próximo al parque provincial Moconá.
Esta especie es conocida solo de un único ejemplar.
Etimología
El término específico es un topónimo que refiere a la región donde fue colectado el tipo, el departamento Guaraní, en el sudeste provincial.

## Conservación
Según la organización internacional dedicada a la conservación de los recursos naturales Unión Internacional para la Conservación de la Naturaleza (IUCN), al haber muy poca información sobre su distribución, población total y sus requisitos ecológicos, la clasificó como una especie con: “Datos insuficientes” en su obra: Lista Roja de Especies Amenazadas.